# 首都城巴
首都城巴是倫敦一家巴士運營商，與倫敦地區運輸公司簽訂合同運營服務。

## 歷史

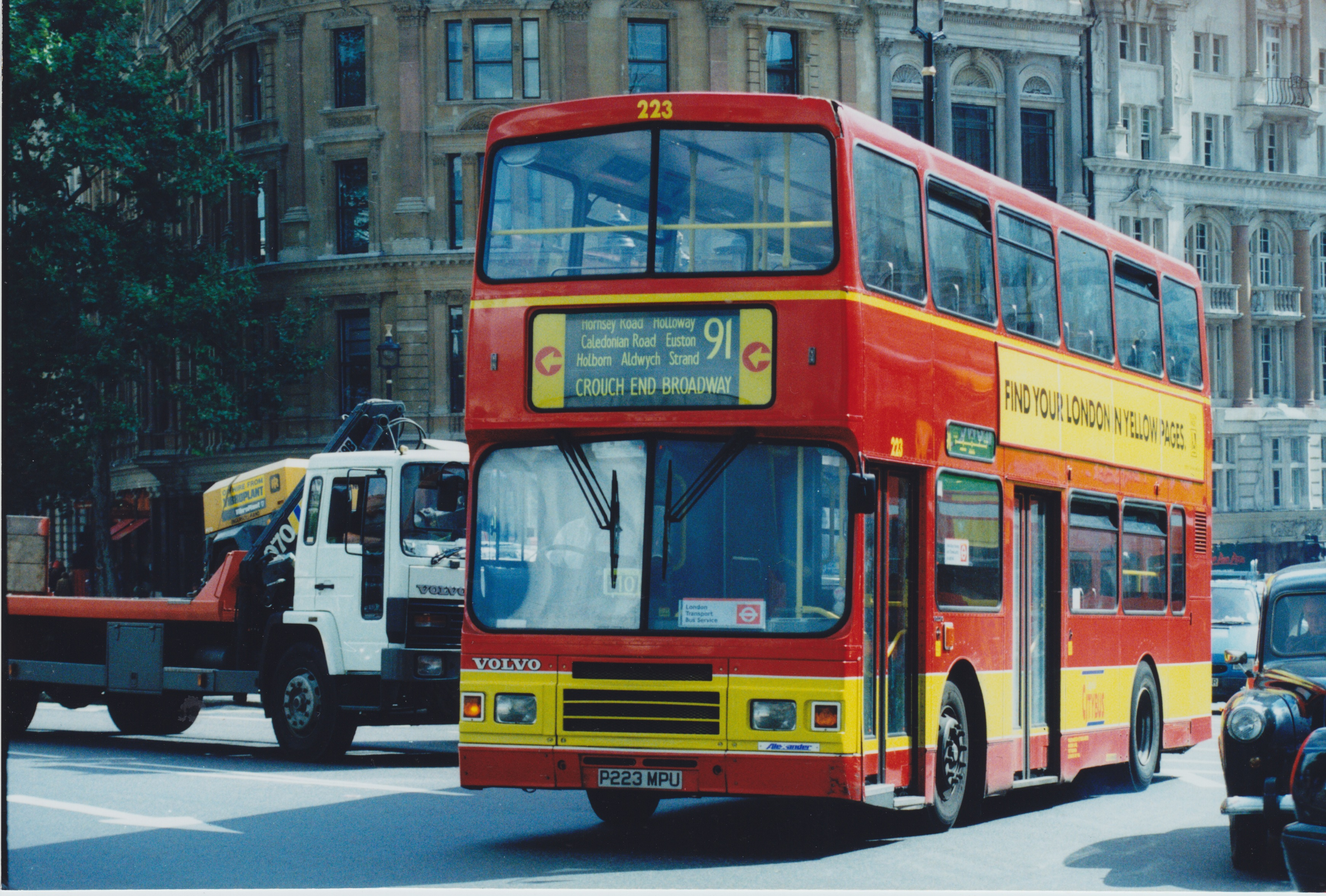
一輛亞歷山大車身的富豪奧林比安在91號線上行走

首都城巴成立於1990年12月29日，當時香港商人徐展堂的CNT集團收購了Ensignbus的倫敦招標巴士服務，該公司還擁有香港的巴士運營商城巴。
首都城巴購買了倫敦招標路線、 達格納姆車庫和87輛公車，並將運營更名為首都城巴。1991年，在倫敦交通局的子公司倫敦森林公司倒閉後，它獲得了大量路線，並進一步招標並開放了諾森伯蘭公園車庫。
首都城巴還運營六條商業路線，主要在羅姆福德地區，赫特福德郡議會在週日承包服務321（裡克曼斯沃思-盧頓）。
1995年12月21日，CNT集團在勞埃德發展資本的收購管理收購中出售了首都城巴。
1998年7月8日，首都城巴被出售給第一集團（曾經擁有新巴26%股份）。 在最初單獨運營一段時間後，該公司被整合到其他第一倫敦業務中。

## 路線
1
13
19
20
22B
62
67
86B
91
97
97A
123
158
165
179
180
212
215
236
246
247
248
252
257
296
298
321
340
345
348
365
369
396
446
510
511
648
650
947
D4
D5
D6
S2
W10
W19
N50
N100
X55

## 制服
由於首都城巴起源於Ensign，車隊經歷了幾次繼承的藍色和銀色方案的塗裝迭代，一開始只是Ensign藍色/銀色車輛，Ensign Citybus車隊名稱塗在Ensignbus名稱的地方，變成了黃色和銀色的變化。
該公司在公車前部目的地百葉窗兩側的全黃色塗裝上戴著風格化的C徽標。 最初，公車有紅色車隊名稱，其中包含中文城巴和帶有首都城市巴士名稱的C字形食鬼標誌 ，以及“舒適地向前移動”和“今天這裡......明天這裡”等標語。 在將公司出售給管理層後，車隊名稱隨後被修改為首都城巴。漢字和風格化的C逐步淘汰。
首都城巴經常是英國鐵路和倫敦捷運更換服務工作的承包商，在其存在期間，為碼頭區輕鐵和東倫敦線更換服務運營著專門的車輛。
隨著該公司成為第一集團成員，有一段時間存在著一種微妙不同的第一首都紅色和黃色塗裝，第一集團在公共汽車前部取代了城巴C，第一資本取代了首都城巴。 只有正面的f仍然使用全紅的第一塗裝。

## 外部連結
- London Bus Routes gallery （页面存档备份，存于）
- Showbus gallery （页面存档备份，存于）
- Thurrock Transport gallery （页面存档备份，存于）

Template:Defunct British Bus Companies